# Meredith Garretson
Meredith Garretson (* 27. April 1983 in Washington, D.C.) ist eine US-amerikanische Schauspielerin.

## Leben
Garretson wurde am 27. April 1983 in Washington, D.C. geboren. Sie wuchs in Alexandria im US-Bundesstaat Virginia auf. Sie studierte Fotojournalismus an der James Madison University. Daneben belegte sie Kurse über Medizin, Anthropologie und Spanisch. Nach einem Jahr entschied sie, an der Einrichtung der James Madison University, College of Visual and Performing Arts Stories, Schauspiel zu studieren. Dort lernte sie Sara Tomko kennen, mit der sie sich anfreundete und später zusammen arbeitete. Nach ihrem dortigen Abschluss zog sie nach New York City. Dort lernte sie am Maggie Flanigan Studio die Meisner-Technik. Außerdem begann sie an der Tisch School of the Arts ihren Master und erwarb diesen 2017. Seit dem 25. Juni 2016 ist sie mit Daniel Garretson verheiratet. Sie lebt vegan und ist in Brooklyn wohnhaft.

## Karriere
Garretson gab ihr Filmschauspieldebüt im Film Blissestraße. Danach folgten Mitwirkungen in Kurzfilm- und Independent-Filmproduktionen. 2018 war sie in jeweils einer Episode der Fernsehserien The Good Fight und Elementary zu sehen. Von 2018 bis 2020 stellte sie die wiederkehrende Rolle der Kimberly in der Fernsehserie Prodigal Son – Der Mörder in Dir dar. Seit 2021 wirkt sie in der Fernsehserie Resident Alien in der Rolle der Kate Hawthorne mit. Unter anderen spielt sie dort an der Seite ihrer Freundin Sara Tomko. 2022 verkörperte sie die Rolle der Ali MacGraw in der Fernsehserie The Offer. In den folgenden Jahren erhielt sie Episodenrollen in den Fernsehserien Stargirl, New Amsterdam und Chicago Med.
Sie ist Mitgründerin des Society Theatre.

## Filmografie (Auswahl)
- 2011: Blissestraße
- 2013: C: 299,792 Kilometers Per Second (Kurzfilm)
- 2013: Two-Bit Taj Mahal
- 2014: Luanda-Kinshasa
- 2018: The Good Fight (Fernsehserie, Episode 2x06)
- 2018: Elementary (Fernsehserie, Episode 6x14)
- 2019: Fosse/Verdon (Miniserie, Episode 1x08)
- 2019: Sexy Dreams (Kurzfilm)
- 2019–2020: Prodigal Son – Der Mörder in Dir (Prodigal Son, Fernsehserie, 2 Episoden)
- 2021: She Watches from the Woods
- 2021–2025: Resident Alien (Fernsehserie, 44 Episoden)
- 2022: The Offer (Fernsehserie, 7 Episoden)
- 2022: Stargirl (Fernsehserie, Episode 3x12)
- 2022: New Amsterdam (Fernsehserie, Episode 5x11)
- 2024: Chicago Med (Fernsehserie, Episode 9x03)
- 2024: Friendship